# Joël Volluz

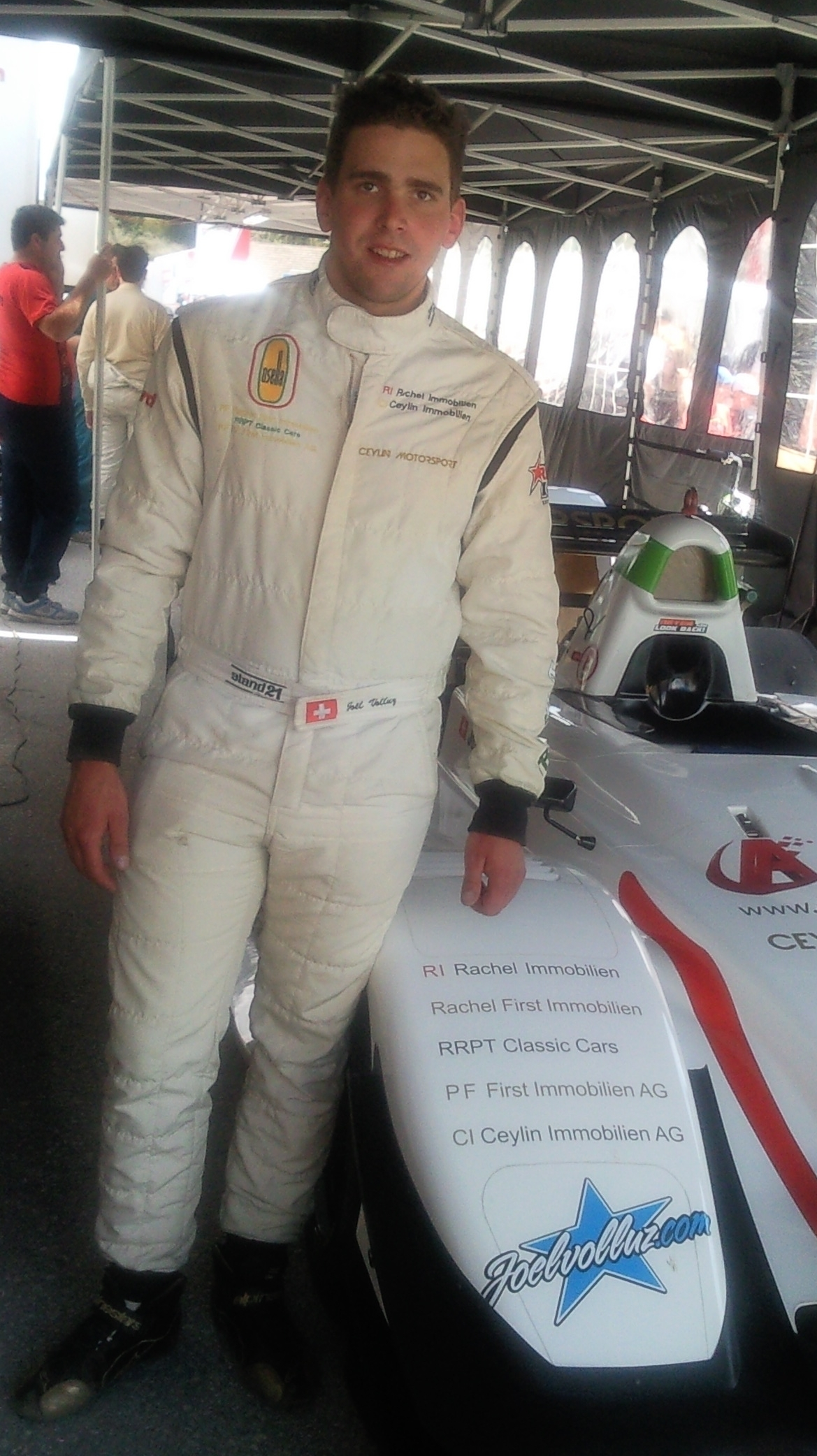
Joël Volluz, 2013

Joël Volluz (* 22. August 1991 in Le Châble, Kanton Wallis) ist ein Schweizer Rennfahrer. 

## Karriere
Im Jahr 2008 gewann Volluz die Formula LO, damals "LO formel lista junior" genannt. 2009 und 2010 fuhr er in der Formula Renault 2.0 CH, einer Unterserie der Formel Renault. 2011 begann er in einem Reynard 95D mit Einsätzen in der Formel 3000 bei Bergrennen und wurde 2012 Vizemeister in der Schweiz.
Er fuhr mehrfach beim Bergrennen Mickhausen mit, unter anderem in einem Osella FA 30 Zytek. Bei einem Rennen in Vallecamonica errang er seinen ersten Gesamtsieg. 2013 trat er bei Läufen zur Europa-Bergmeisterschaft an und beendete das erste Rennen als Dritter.
Der 2010 tödlich verunglückte Lionel Régal wird von ihm als Vorbild bezeichnet.

## Privates
Hauptberuflich arbeitet er als Kfz-Mechatroniker (deutsche Bezeichnung; er selbst bezeichnet sich in seiner französischen Muttersprache als "Mecanicien") in der "garage volluz".